# 第3回ダヴィッド・ディ・ドナテッロ賞
第3回ダヴィッド・ディ・ドナテッロ賞（だい3かいダヴィッド・ディ・ドナテッロしょう）の授賞式は、1958年7月29日にタオルミーナで行われた。

## 受賞者一覧

### プロデューサー賞
- ミルコ・スコフィッチ（『Anna di Brooklyn』）
- レオナルド・ボンズィ（『黄色い大地』）

### 女優賞
- アンナ・マニャーニ（『野性の息吹き』）

### 男優賞
- マーロン・ブランド（『サヨナラ』）
- チャールズ・ロートン（『情婦』）

### 外国人プロデューサー賞
- サム・スピーゲル（『戦場にかける橋』）

### ゴールデン・プレート
- ヴィットリオ・デ・シーカ（監督、『Anna di Brooklyn』）
- アントニオ・ピエトランジェリ（監督、『三月生れ』）
- マリリン・モンロー（俳優、『王子と踊子』）
- ゴッフレード・ロンバルド（プロデューサー、功労賞）
- スピロス・スコウラス（プロデューサー、功労賞）

### オリンポ国際演劇賞
- ヴィットリオ・ガスマン